# Irmãos Kray
Ronald "Ronnie" Kray (24 de outubro de 1933 — 17 de março de 1995) e Reginald "Reggie" Kray (24 de outubro de 1933 — 1 de outubro de 2000) foram irmãos gêmeos, notórios participantes do crime organizado em Londres.
Ronnie morreu em 17 de março de 1995, aos 61 anos, no Wexham Park Hospital em Slough, Berkshire. Ele havia sofrido um ataque cardíaco no Hospital Broadmoor dois dias antes. Reggie foi autorizado a sair da prisão algemado para comparecer ao funeral. Reggie morreu enquanto dormia em 1 de outubro de 2000, aos 66 anos de idade.

## Na cultura popular

### Filmes
Em 1990 Philip Ridley escreveu o argumento do filme The Krays, realizado por Peter Medak, com Gary Kemp e o irmão Martin Kemp nos papéis principiais. Em 2015, foi lançado o filme Legend, realizado por Brian Helgeland e estrelando Tom Hardy nos dois papéis principais.

### Música
A canção "The Last of the Famous International Playboys", lançada em 1989 pelo cantor britânico Morrissey, foi inspirada no que ele considerava como uma glamourização midiática dos Kray, e faz referência a ambos pelo nome na letra. Reggie Kray mencionou a canção em sua autobiografia, dizendo: "Gostei da melodia, mas a letra inteira ficou um pouco a desejar". Morrissey resspondeu: "Não consigo fugir das críticas".